# Пилоусы
Пилоусы (лат. Heteroceridae) — семейство водных насекомых из отряда жесткокрылых. Известны из всех регионов земли, но, как правило, за исключением Антарктического региона.

## Описание
В длину жуки достигают 3—7,5 миллиметров. Для жуков характерны крупные, сильно уплощённые мандибулы и лапки роющего типа, на которых имеются мощные, особенно на передних лапках, уплощённые шипы, образующие ряд на наружном крае голеней.

## Морфология
Тело продолговатое, уплощённое, окрашено в чёрный или коричневый цвет, обычно с пёстрым рисунком на желтоватых пятен или перевязей на надкрыльях. Верхняя часть тела покрыта тонкими точками и густыми торчащими, короткими или длинными шелковистыми волосками.
Голова треугольной формы, слабо приплюснутая, её поверхность густо пунктирована. Усики 10- или 11-сегментные, с третьего или пятого сегмента пильчатые, образуют удлинённую булаву, расположены между глазами и основанием мандибул. Верхняя губа большая, продолговатая, поперечная или округлая, на вершине слабо вырезанная. Мандибулы изогнутые, на вершине заострённые, с несколькими зубчиками на режущем крае, часто стирающимися. Челюстные щупики четырёх-сегментные, тонкие, умеренной длины. Субментум большой, продолговатый, глубоковыемчатый на центральном крае; язычок кожистый, двухлопастный, лишён параглос; губные щупики тонкие, трёх-сегментные. Глаза расположены на боках головы, среднего размера, круглые, умеренно выпуклые.
Переднеспинка шире головы, сильно поперечная, с закруглёнными или выступающими задними углами, со слабо заострённым боковым краем, коленевидно окаймлена вдоль основания; поверхность густо пунктирована мелкими точками. Основание переднеспинки прямое или в середине чуть оттянута назад. Переднегрудь вытянута вперёд, её передний край слабовыямчатый, прикрывают нижнюю часть головы. Передние тазики расположены у основания переднегруди, разделены узким выпуклым продолговатым килем, уплощающимися к переднему краю переднегруди. Тазиковые впадины широко открыты в задней их стороне. Трохантин передних лап явный; передние тазики широкие, поперечные, узко разделённые. Среднегрудь короткая, заднегрудь длинная. Средние тазики шаровидные, разделены шире, чем передние. Заднегрудные тазики узкие, поперечные. почти соприкасающиеся, имеют бедренные покрышки. Трохантеры большие, треугольной формы. Бёдра слабо уплощённые. Голени передних и задних лапок расширенные, уплощённые и вооружены рядом мощных шипов; задняя пара несёт более тонкие шипы. Формула лапок 4-4-4, их сегменты нитевидные, с блинными редкими волосками на нижней стороне. Коготки длинные и очень тонкие. Щиток маленьких размеров, треугольной формы, по направлению к вершине заострён.
Надкрылья не укороченные, выпуклые, с совместно округлёнными вершинами. Бороздки слабо вдавленные, не отчётливые. Поверхность промежутков мелко пунктированная. Эпиплевральное поле занимает весь боковой край надкрылий, к вершине сужается.
Брюшко с пятью видными стернитами, швы менее отчётливые в середине между первым и вторым стернитом. Первый стернит несёт боковые изогнутые кили (для стридуляции). Самцы некоторых видов имеют на переднем крае наличника два острых шипика.

## Экология
Взрослые жуки обитают в трещинах, пещерках и норках, в грязи и наносах вдоль берегов ручьёв, рек и озёр. Они роют ходы в сыром песке, в иле на наносах по берегам пресных и солоноватых водоёмов. Часто держатся колониями, потревоженные быстро летают, но недалеко. Летят ночью на свет искусственного света, например, электроламп.
Личинки ведут роющий образ жизни, очень подвижны.
Куколки развиваются в земляном коконе.

## Палеонтология
Древнейшие пилоусы были найдены в раннемеловых отложениях Китая. Также обнаружены в меловом бирманском янтаре.

## Систематика
Около 300 видов. 
- Подсемейство: Elythomerinae Pacheco, 1964
  - Род: Elythomerus
- Подсемейство: Heterocerinae MacLeay, 1825
  - Триба: Augyliini Pacheco, 1964
    - Род: Augyles
      - Вид: Augyles hispidulus
      - Вид: Augyles letovi

    - Род: Explorator
    - Род: Centuriatus
    - Род: Microaugyles
    - Род: Taenheterocerus

  - Триба: Heterocerini
    - Род: Culmus
    - Род: Dampfius
    - Род: Efflagitatus
    - Род: Erus
    - Род: Filiolus
    - Род: Gradus
    - Род: Heterocerus
      - Вид: Пилоус камчатский (Heterocerus kamtschaticus)

    - Род: Lanternarius
    - Род: Lapsus
    - Род: Neoheterocerus
    - Род: Olmedous
    - Род: Peditatus

  - Триба: Micilini
    - Род: Micilus

  - Триба: Tropicini Pacheco, 1964
    - Род: Tropicus
- Другие
  - †Heterocerites Ponomarenko, 1986[4]
    - †Heterocerites kobdoen Ponomarenko, 1986 (нижний мел, Myangad, западная Монголия, формация GurvanEren)
    - †Heterocerites magnus s Prokin et Ren, 2011 (нижний мел, мезозой, Китай)[2]